# Konțovo, Ujhorod
Konțovo (în ucraineană Концово) este un sat în comuna Holmok din raionul Ujhorod, regiunea Transcarpatia, Ucraina.

## Demografie
Componența lingvistică a localității Konțovo
     Maghiară (50,23%)
     Ucraineană (47,18%)
     Rusă (1,33%)
     Alte limbi (1,01%)
Conform recensământului din 2001, majoritatea populației localității Konțovo era vorbitoare de maghiară (50,23%), existând în minoritate și vorbitori de ucraineană (47,18%) și rusă (1,33%).